# Teknikåret 2000

## Händelser

### Januari
- 2 januari - I Sverige plockar Telia bort sin sista telefonautomat för mynt, så att den som vill ringa från en sådan i fortsättningen måste använda telefonkort eller kontantkort. Under 1990-talet försvann, i mobiltelefonens spår, häften av Sveriges telefonautomater och kvar finns vid denna tid bara 15 000.[1]
- 7 januari - Jan-Åke Kark utses på nytt till VD och koncernchef för Telia.[1]
- 24 januari - Statistik visar att försäljningen av persondatorer i Sverige minskade med 27 % under 1999. 58 % av hushållen beräknas vid denna tid ha dator.[1]

### Februari
- 3 februari – I Sverige kritiserar JämO nya IT-företag för bristande jämställdhetsplaner, och konstaterar att branschen tycks vara "skapad av ogifta män för likasinnade".[1]
- 28 februari – Två män, 25 respektive 26 år, får villkorlig dom samt böter av Södertälje tingsrätt för att de som datahackers tog sig in i de amerikanska försvarsgrenarnas system.[1]

### Mars
- 29 mars - Sveriges regering presenterar sin IT-proposition, med storsatsning på infrastruktur. Bredbandskablar läggs ut runtom i Sverige, och de som utför arbetet kallas de "nya rallarna".[1]

### April
- 30 april - Andelen kunder hos Sveriges storbanker som använder Internet för bankärenden har fördubblats på ett år, och den kraftiga tillströmningen fortsätter.[1]

### Maj
- 4 maj - Ett aggressivt datavirus, med titeln I Love You, med ursprung i Filippinerna sprids till e-postanvändare världen över, och slår ut datorerna hos såväl företag som myndigheter.[1]
- 8 maj - I samarbete med Interpol griper filippinsk polis 27-årige banktjänstemannen Rommel Ramores och hans hustru, misstänkta för att ha skapat "kärleksviruset".[1]
- 18 maj - Företaget bakom boo.com går i likvidation.

### Juli
- Juli - Toyota Prius, som 1997 blev det första hybridfordonet att produceras fullt ur, visas i Japan, och börjas säljas i december.[2]
- 19 juli - Apple introducerar processorn G4 Cube.[3]
- 22 juli - Vid G8-mötet på den japanska ön Okinawa gör deltagarna utfästelser om att minska den digitala klyftan och hjälpa världens fattiga att få tillgång till Internet.[1]

### September
- 15 september - Microsoft släpper Windows ME för allmänheten, den sista versionen i Windows 9x-serien och den sista Windowsversionen baserad på en MS-DOS-kärna.

### November
- November - Italiensk polis avslöjar en stor pedofilhärva, där filmer spridits via Internet.[4]
- 14 november - första patent USB-minne (patent-nr US 6148354[5]), M-Systems Flash Disk Pioneers Ltd, ansökan 5 april 1999

### December
- 20 december - Beskedet att världens första superjumbo-flygplan, Airbus A380, skall serietillverkas.[4]
- 24 december - DVD-spelaren är "årets julklapp" i Sverige [6].

## Utmärkelser
- Brian Paul tilldelas Award for the Advancement of Free Software